# Гринберг, Яков Соломонович
Я́ков Соломо́нович Гри́нберг (5 сентября 1909, Одесса, Херсонская губерния — 1971, Ленинград) — советский оператор документального и научно-популярного кино, фронтовой кинооператор в годы Великой Отечественной войны.

## Биография
Родился в Одессе в семье рабочего. Окончил операторский факультет Киевского киноинститута в 1934 году. С 1936 года — оператор на 1-й кинофабрике «Украинфильма» (с 1938 года — Одесская киностудия), начинал вторым оператором на игровом фильме «Застава у Чёртова брода» (1936).
В 1940 году был переведён на Новосибирскую студию кинохроники. В июне 1942 года был призван в Красную армию. С 1944 года в звании старшего лейтенанта был оператором киногрупп 1-го Украинского и 1-го Прибалтийского фронтов. Снятые кадры выходили в выпусках военных киножурналов, входят в кинолетопись Великой Отечественной войны.
С 1945 года — оператор Ленинградской студии кинохроники (впоследствии Ленинградской студии документальных фильмов). Снял около 1000 сюжетов для кинопериодики: «Ленинградский киножурнал», «Наш край», «Новости дня», «Пионерия», «По Карело-Финской ССР», «Северный киножурнал», «Советский воин».
Член ВКП(б) с 1942 года, член Союза кинематографистов СССР (Москва).

## Фильмография
- 1936 — Тамань (в соавторстве)
- 1938 — Ремонт паровой машины паровоза «ФД»
- 1938 — Сортировочная станция с механизированной горкой (совместно с П. Гришко)
- 1940 — Топливо, отопление и тепловой процесс паровоза
- 1940 — Электронная газогенераторная лампа
- 1941 — Путь свободы (в соавторстве)
- 1946 — Нахимовцы[7]
- 1947 — Большие огни[8]
- 1948 — Новатор
- 1948 — Песня колхозных полей (совместно с Г. Донцом, С. Масленниковым, А. Смолкой)
- 1948 — Пожарники (в соавторстве)
- 1950 — 150 лет со дня смерти Суворова (в соавторстве)
- 1950 — XXXIII праздник Великого Октября в Ленинграде (в соавторстве)
- 1950 — Всенародный кандидат (в соавторстве)
- 1950 — Ленинград голосует (в соавторстве)
- 1950 — Новый стадион (в соавторстве)[9]
- 1951 — Дворец культуры (в соавторстве)
- 1951 — Передовики сельского хозяйства (в соавторстве)
- 1952 — 1 мая в Ленинграде (в соавторстве)[10]
- 1952 — Юбилей старейшей фабрики / 200 лет — юбилей старейшей фабрики / 200 лет БИМу
- 1953 — 1-е Мая в городе Ленинграде (в соавторстве)
- 1953 — Город Калинин (в соавторстве)
- 1953 — Памяти Суворова (совместно с О. Ивановым)
- 1953 — Переселенцы в Карело-Финской ССР[11]
- 1954 — На стройках из крупных блоков (совместно с Г. Аслановым, Н. Константиновым, А. Погорелым, Ф. Поповым)[12]
- 1954 — Опыт крупноблочного строительства (в соавторстве)
- 1954 — Рейс мира (в соавторстве)
- 1955 — III Всесоюзная студенческая спартакиада (в соавторстве)
- 1955 — Велотрек (в соавторстве)
- 1955 — Международные соревнования радистов (совместно с С. Ковалёвой)
- 1956 — Знатная доярка (в соавторстве)
- 1956 — На новом велотреке (совместно с С. Фоминым, А. Богоровым, Я. Блюмбергом, А. Павловым)[13]
- 1957 — Русский характер (в соавторстве)
- 1959 — На стройках семилетки (в соавторстве)
- 1960 — Великое предвидение (совместно с А. Погорелым)[14]
- 1960 — Гости из Ганы в Советском Союзе (в соавторстве)
- 1960 — Они прокладывают путь в будущее (в соавторстве)
- 1961 — Продолжение подвига (в соавторстве)
- 1961 — Советские моряки (в соавторстве)
- 1962 — Лыжные международные соревнования (в соавторстве)
- 1962 — Праздник песни (в соавторстве)
- 1964 — Счастья тебе, человек (в соавторстве)
- 1966 — Полвека тому назад (в соавторстве)
- 1967 — Итак, финал!.. (в соавторстве)
- 1967 — Социалистическая революция в России (совместно с Ю. Лебедевым)[15]
- 1969 — К событиям на Уссури (в соавторстве)
- 1969 — Пожар-68 (в соавторстве)
- 1970 — На повестке дня[16]

## Награды
- медаль «За освобождение Праги»[3];
- медаль «За победу над Германией в Великой Отечественной войне 1941—1945 гг.»[1];
- медали СССР[3].